# Malakoff
Malakoff là một xã trong vùng đô thị Paris, thuộc tỉnh Hauts-de-Seine, vùng hành chính Île-de-France của nước Pháp, có dân số là 29.419 người (thời điểm 1999).